# Birra/Perché non con me
Birra/Perché non con me è il secondo singolo del duo milanese I Due Corsari, pubblicato dalla Dischi Ricordi nel 1959.

## Il disco
I due brani rock and roll saranno inseriti nella raccolta del duo Giorgio Gaber e Enzo Jannacci pubblicata nel 1972.
In entrambe le canzoni i cantanti sono accompagnati dal complesso I Cavalieri.

## Birra
Inserita dai due artisti nell'EP pubblicato nel febbraio 1960 e, con arrangiamento diverso e sotto lo pseudonimo Ja-Ga Brothers, nel Qdisc/Ep omonimo del 1983, unico disco pubblicato duo con tale denominazione.

## Tracce
Edizioni musicali Dischi Ricordi.
Lato A
1. Birra (testo: Franco Franchi – musica: Gian Franco Reverberi)

Lato B
1. Perché non con me (testo: Franco Franchi, Gino Paoli – musica: Gian Franco Reverberi)